# Gework Gharibian
Gework Gharibian (orm. Գևորգ Ղարիբյան; ur. 11 grudnia 1994) – ormiański zapaśnik walczący w stylu klasycznym. Zajął piąte miejsce na mistrzostwach świata w 2021 i 2023. Ósmy w indywidualnym Pucharze Świata w 2020. Mistrz Europy w 2020 i trzeci w 2022. Mistrz Europy juniorów w 2012 i 2014. Trzeci na ME kadetów w 2010 i 2011 roku.